# Phrygionis privignaria
Phrygionis privignaria är en fjärilsart som beskrevs av Druce. Phrygionis privignaria ingår i släktet Phrygionis och familjen mätare. Inga underarter finns listade i Catalogue of Life.